# Pestovo
Pestovo (del ruso: Пестово) es una ciudad del óblast de Nóvgorod, en Rusia, y el centro administrativo del raión de Pestovo. Está situada a orillas del río Mologa, en las Colinas de Valdái, a 263 km al este de Nóvgorod, la capital del óblast. Su población se elevaba 15.725 habitantes en 2007.

## Historia
El pueblo de Pestovo es nombrado por primera vez en los registros conservados en 1495. Su desarrollo económico empezaría en 1918, gracias a la construcción de una estación de uno de los ferrocarriles que unen San Petersburgo con Moscú, alternativo al más antiguo, llamado originalmente Ferrocarril de Nikolái. Tiene estatus de ciudad desde 1965.

## Demografía
| 1959   | 1970   | 1979   | 1989   | 2002   | 2007   |
| ------ | ------ | ------ | ------ | ------ | ------ |
| 14 200 | 15 800 | 15 500 | 15 900 | 15 990 | 15 725 |

## Industria
En Pestovo hay una fábrica de casas prefabricadas y contenedores habitables, una serrería de la empresa finlandesa UPM-Kymmene y otras empresas que procesan madera. También existe en la ciudad una central lechera.